# 瀧山
瀧山（1805年—1876年1月14日，即生於文化二年，卒於明治九年），是鐵炮百人組．大岡權左衛門的女兒，原名大岡多喜。德川幕府第13代（德川家定）、14代（德川家茂）將軍時的大奧御年寄。
瀧山16歲（1823年）進入大奧，起初擔任御錠口眾的「助」，隨後以其過人才智獲重用。嘉永六年（1853年），46歲的瀧山被任命為直屬將軍（剛上任的第十三代將軍德川家定）的御年寄，掌握大奧實權。正值幕府就第14代將軍繼嗣問題爭議，瀧山聯合當時大奧的上臈御年寄歌橋和第13代將軍生母本壽院支持南紀派的紀州藩德川慶福（德川家茂）繼位，並與推舉一橋慶喜（德川慶喜）的一橋派（成員包括德川家定的御台所天璋院．篤姬）對立。最終於由慶福（即位後改名家茂）繼任14代將軍。而瀧山亦獲家茂留任直屬將軍的御年寄，並於58歲時成為筆頭御年寄。
家茂生母實成院隨兒子進入大奧生活後，因其喜歡飲酒的習慣被瀧山直指是「擾亂大奧內的風紀」的舉動，但實成院不為所動，更傳出向瀧山下咀咒和下毒的謠言。後來加上皇女．和宮親子內親王（靜寬院）降嫁江戶後，不願意跟隨武家的風俗，令瀧山在大奧中承受重大的壓力。
慶應二年（1866年），德川家茂過世後，提出辭去了御年寄的職務，離開大奧。經靜寬院遊說，於大奧多逗留一年，直至扶植繼任人熟習職務才離開（當時62歲）。瀧山離開大奧約半年後，江戶無血開城，德川幕府及大奧正式結束。
可能因為瀧山在德川幕府及大奧最後的十數年中一直擔任著重要的角色（包括成為御年寄及支持下任將軍繼承），因此不少戲劇作品皆設定瀧山為幕府及大奧覆亡的第一人身見證者。唯幕府覆亡時瀧山已請辭御年寄職務並已離開江戶城，因此有關演繹並不乎合史實。
離開大奧後，於武藏川口（今埼玉縣川口市）度過餘生，並收養了一名養女，其後為她招入夫婿，並以自己在大奧工作的名字建立瀧山家，於川口市繁衍至今。明治九年（1876年）71岁時逝世。法名瀧音院殿響譽松月祐山法尼。墓所位於川口市錫杖寺。